# Bracon cookii
Bracon cookii är en stekelart som beskrevs av William Harris Ashmead 1889. Bracon cookii ingår i släktet Bracon och familjen bracksteklar. Inga underarter finns listade.